# ل. بيتر دويتش
ل. بيتر دويتش (بالإنجليزية: L. Peter Deutsch)‏ أو لورنس بيتر دويتش (بالإنجليزية: Laurence Peter Deutsch)‏، وُلِد في 7 آب/أغسطس 1946 في بوسطن، ماساتشوستس. أوجد مشاريع علاء الدّين وَمُنشئ غوست سكريبت(Ghostscript) وهو برنامج مجّانيّ مُفَسِّر لِـبوست سكريبت وَنسق المستندات المنقولة.
وَتتضمّن أعماله الأخرى تنفيذ سمول توك الّتي ألهمت تقنيّة الـتفسير في الوقت المُناسِب لِـجافا في غُضون 15 عامًا لاحقةً.[بحاجة لمصدر]
وكتب أيضًا معالج البيانات المبرمج-1(PDP-1) لِـليسب 1.5، ومعالج البيانات المبرمج-1 الأساسي لِليسب، وَ«بينما لم تفقس عنه البيضة بعد»! أنهاه في 1963 عندما كان عمره 17 عامًا.
وكان أيضًا كاتبًا للعديد من طلبات للتعليقات، والمُغالطات الثمانية للحوسبة المُوَزَّعَة، وَأوجَد حد دويتش(Deutsch limit) للغات البرمجة المرئيّة.
حصل على دكتوراه في علم الحاسوب من جامعة كاليفورنيا، بركلي في عام 1973، وقد عَمِلَ سابقًا في سيروكس بارك وصن ميكروسيستمز. وأصبح في عام 1994 عُضوًا في رابطة مكائن الحوسبة.
في 12 سبتمبر 2007، غَيّر اسمه الأوّل من «لورنس» إلى «إل»(L). واستخدمت أعماله المنشورة السابقة لهذا الأمر الاسم «L. Peter Deutsch»(بوضع نقطة بعد حرف L).
بعد دورات موسيقى في يناير 2009 في جامعة ستانفورد، دخل برنامج الموسيقى للمتخرجين من جامعة ولاية كاليفورنيا، إيست باي، وحصل على ماجستير في الفنون في مارس 2011. وفي مُنتصف عام 2011، عزف 6 مقطوعات موسيقيّة على العَلَن، وَيُعَرّف نفسه الآن كَمُلَحِّن أكثر منه كمطوّر برمجيّات.

## روابط خارجيّة
- L. Peter Deutsch's PIVOT program verification system (thesis and source code
- RFCs authored or co-authored by L. Peter Deutsch: RFC 190, RFC 446, RFC 550, RFC 567, RFC 606, RFC 1950, RFC 1951 and RFC 1952
- L. Peter Deutsch in conversation with Stig Hackvän على موقع واي باك مشين (نسخة محفوظة October 13, 2004)
- L. Peter Deutsch's web page related to music, including link to scores and MIDI files